# Пассакалья и фуга до минор (BWV 582)
Пассакалья и фуга до минор, BWV 582 — органная пьеса Иоганна Себастьяна Баха, предположительно написанная в начале его композиторской карьеры. Это одно из его наиболее важных и известных произведений, поскольку оно оказало большое влияние на пассакальи XIX и XX веков.

## История
Оригинальная рукопись композиции в настоящее время считается утерянной; произведение, как это характерно для сочинений Баха и его современников, известно только по нескольким копиям. Существуют доказательства того, что оригинал произведения был записан не нотами, а органной табулатурой. Точно неизвестно, когда Бах написал «Пассакалью и фугу», но некоторые источники указывают на период между 1706 и 1713 годами. Возможно, что произведение было написано в Арнштадте вскоре после возвращения композитора из Любека (где он, возможно, изучал остинатные творения Дитриха Букстехуде).
Основной сюжет пассакальи и фуги, вероятно, был взят Бахом из мессы французского композитора Андре Резона. Некоторые ученые оспаривают влияние Резона и считают, что «Пассакалья и фуга» имеет общие черты с произведениями немецких композиторов, в том числе с двумя чаконами (BuxWV 159 и 160) и пассакальей (BuxWV 161) Букстехуде, а также с чаконами Пахельбеля.

## Музыка
Пассакалья написана в размере 3/4 и состоит из 20 вариаций. Композиция достигает своей кульминации в двенадцатой вариации.
Органистка Мари-Клер Ален предложила разделить 21 вариацию на 7 групп по 3 вариации, каждая из которых открывается отсылкой к лютеранскому хоралу:
- Такты 8–12 ― Nun komm' der Heiden Heiland
- Такты 24–48 ― Von Gott will ich nicht lassen
- Такты 49–72 ― Vom Himmel kam der Engel Schar
- Такты 72–96 ― Herr Christ, der Ein'ge Gottes-Sohn
- Такты 96–120 ― Christ lag in Todesbanden
- Такты 144–168 ― Erstanden ist der heil'ge Christ

За пассакальей сразу, без паузы, следует двойная фуга, по мере развития которой тема звучит в мажорных тональностях (ми-бемоль мажор и си-бемоль мажор), а затем снова переходит в до минор.
«Пассакалья и фуга» была аранжирована Леопольдом Стоковским для оркестра.